# The Series Has Landed
«The Series Has Landed» (с англ. — «Сериал приземлился») — второй эпизод первого сезона мультсериала «Футурама». Его североамериканская премьера состоялась 4 апреля 1999 года.

## Сюжет
Фрай, Лила и Бендер, получившие работу в Planet Express, знакомятся со своими коллегами: стажёром Эми Вонг, доктором Зойдбергом и бюрократом Гермесом Конрадом. Профессор Фарнсворт назначает Лилу капитаном космического корабля.
Первой миссией нового экипажа становится доставка груза игрушек на Луну. Фрай с удивлением узнает, что в XXXI веке полёт на луну превратился из важной научной экспедиции в однодневную поездку в парк развлечений «Луна-парк». Все исторические документы об исследовании Луны к XXXI веку утеряны, и туристам вместо реальных фактов показывают глупое представление «Китобои на Луне».
Для того, чтобы увидеть настоящую луну, Фрай уговаривает Лилу угнать экскурсионную машину из Луна-парка, чтобы покататься по «настоящей» Луне. В это время Эми теряет ключи от корабля и пытается извлечь их из игрового автомата. Бендер пытается ей помочь, взломав автомат, но его выдворяют за пределы парка.
Машина Фрая и Лилы попадает в зыбучие пески, и, из-за нехватки запасов кислорода, они вынуждены остановиться на луноферме у сумасшедшего старика и трёх его дочерей-роботов. После того, как туда же случайно попадает Бендер, они сбегают и пытаются оторваться от погони. Наступает лунная ночь, и герои прячутся в посадочном модуле Аполлон-11, откуда их и спасает Эми. (Возможно, ляп: лунный модуль «Орёл» изображён вместе со взлётной ступенью. Однако, возможно, «Орёл» в будущем был восстановлен как мемориал, а уже после этого потерян.)